# Erzbistum Nanchang
Das Erzbistum Nanchang (lat.: Archidioecesis Nanciamensis) ist eine in der Volksrepublik China gelegene römisch-katholische Erzdiözese mit Sitz in Nanchang.

## Geschichte
Das Erzbistum Nanchang wurde am 15. Oktober 1696 durch Papst Innozenz XII. mit der Apostolischen Konstitution E sublimi Sedis aus Gebietsabtretungen des Apostolischen Vikariates Jiangxi und Zhejiang als Apostolisches Vikariat Jiangxi errichtet. 1838 wurde das Apostolische Vikariat Jiangxi aufgelöst und das Gebiet wurde dem Apostolischen Vikariat Jiangxi und Zhejiang angegliedert.
Am 27. März 1846 wurde das Apostolische Vikariat Jiangxi durch Papst Gregor XVI. mit der Apostolischen Konstitution Ex debito aus Gebietsabtretungen des Apostolischen Vikariates Jiangxi und Zhejiang erneut errichtet. Das Apostolische Vikariat Jiangxi wurde am 19. August 1879 in die Apostolischen Vikariate Südjiangxi und Nordjiangxi geteilt. Am 28. August 1885 gab das Apostolische Vikariat Nordjiangxi Teile seines Territoriums zur Gründung des Apostolischen Vikariates Ostjiangxi ab. Das Apostolische Vikariat Nordjiangxi wurde am 25. August 1920 in Apostolisches Vikariat Kiou-Kiang umbenannt. Am 3. Dezember 1924 wurde das Apostolische Vikariat Kiou-Kiang in Apostolisches Vikariat Nanchang umbenannt.
Das Apostolische Vikariat Nanchang wurde am 11. April 1946 durch Papst Pius XII. mit der Apostolischen Konstitution Quotidie Nos zum Erzbistum erhoben.

## Ordinarien

### Apostolische Vikare von Jiangxi
- Alvaro Benavente OSA, 1698–1709
- François-Alexis Rameaux CM, 1838–1845
- Bernard-Vincent Laribe CM, 1845–1850
- Louis-Gabriel Delaplace CM, 1852–1854, dann Apostolischer Vikar von Ost-Zhejiang
- François-Xavier Danicourt CM, 1854–1860
- Jean-Henri Baldus CM, 1865–1869
- Géraud Bray CM, 1870–1879

### Apostolische Vikare von Nord-Jiangxi
- Géraud Bray CM, 1879–1905
- Paul-Léon Ferrant CM, 1905–1910
- Louis-Élisée Fatiguet CM, 1911–1920

### Apostolische Vikare von Kiou-Kiang
- Louis-Élisée Fatiguet CM, 1920–1924

### Apostolische Vikare von Nanchang
- Louis-Élisée Fatiguet CM, 1924–1931
- Paul-Marie Dumond CM, 1931–1944

### Erzbischöfe von Nanchang
- Joseph Zhou Jishi CM, 1946–1972
- Sedisvakanz, 1972 – ?
- Peter Jin Lugang, ? – 2007
- John Baptist Li Suguang, seit 31. Oktober 2010 mit Zustimmung des Heiligen Stuhls